# ميجا مان إكس 4
ميجا مان إكس 4 (بالإنجليزية: Mega Man X4) ، وتسمى في النسخة اليابانية روك مان إكس 4 (Rockman X4) (باليابانية: ロックマンX4) ، هي لعبة إلكترونية من نوع منصات وأكشن ، وهي الجزء الرابع من سلسلة ميجا مان إكس الرئيسية التي تنتجها شركة كابكوم اليابانية، أنتجت سنة 1997م ، وتعمل على عدة أنظمة ألعاب في كل فترة ومنها بلاي ستيشن وبلاي ستيشن 3 وغيره.